# Kronstorf
Kronstorf là một đô thị ở huyện Linz-Land thuộc bang Oberösterreich, Áo. Đô thị Kronstorf có diện tích 21 km², dân số thời điểm năm 2006 là 3115 người.